# Bart Spicer
Pour les articles homonymes, voir Spicer.
Bart Spicer, né Albert Samuel Spicer le 13 avril 1918 à Richmond en Virginie et mort le 15 février 1978 à Tucson en Arizona, est un écrivain américain. Avec son épouse Betty Coe Spicer, il a également utilisé le pseudonyme de Jay Barbette pour une série de quatre romans.

## Biographie
Il travaille comme journaliste pour la radio avant de devenir écrivain à temps plein à partir de 1949. Il se fait connaître avec la série de sept romans consacré au privé de Philadelphie Carney Wilde, un émule du privé Mike Hammer de Mickey Spillane. Son dernier roman, The Adversary est adapté pour la télévision et devient sous la caméra de Douglas Heyes la mini-série Aspen, avec Sam Elliott dans le rôle-titre. Conjointement avec sa femme, Betty Coe Spicer, il signe également quatre romans sous le pseudonyme de Jay Barbette.

## Œuvre

### Série Carney Wilde
- The Dark Light (1950) Publié en français sous le titre Fossoyeurs, à vos pelles !, traduction d’I. B. Morgan, Paris, Morgan, Série rouge no 35, 1950.
- Blues for the Prince (1951)
- The Golden Door (1951)
- Black Sheep, Run (1952) Publié en français sous le titre Cours, brebis galeuse !, traduction de Jeanne Fournier-Pargoire, Paris, Fayard, L'Aventure criminelle no 55, 1959.
- Shadow of Fear ou The Long Green (1953)
- The Taming of Carney Wilde (1955)
- Exit, Running (1960)

### Série Peregrine White
- The Day of the Dead (1956)
- The Burned Man (1967)

### Série Benson Kellogg
- Act of Anger (1963)
- Kellog Junction (1970)

### Autre roman
- The Adversary (1974)

### Sous le pseudonyme de Jay Barbette
- Final Copy (1950)
- Dear, Dead Days (1953)
- The Deadly Doll (1958) Publié en français sous le titre Un caillou dans la mare, traduction de Louis Saurin, Paris, Presses de la Cité, Un mystère no 478, 1959.
- Look Behind You (1960)

## Adaptation

### À la télévision
- 1977 : Aspen, mini-série américaine réalisé par Douglas Heyes d’après le roman The Adversary, avec Sam Elliott.